# Kathedraal van Tartous
De kathedraal van Tartous in de Syrische stad Tartous is het grootste religieuze gebouw door de kruisvaarders opgetrokken in Syrië. Het is opnieuw gebouwd – na de vernietiging door Saladins troepen in 1188 - in een overgangsstijl romaans-gotisch als een basilica met drie beuken. Iedere beuk heeft vier traveeën en een apsis. Er zijn massieve bogen ondersteund door kolommen versierd met acanthusblad-motief. De hoektorens wijzen op de oorspronkelijke verdedigingsfunctie van het gebouw.
Na de moslimverovering van de stad, eind 13e eeuw, werd de kathedraal gebruikt als moskee. Tijdens de Ottomaanse periode werd ze een kazerne.
Thans is het gebouw in gebruik als stadsmuseum. Men stelt lokale vondsten tentoon uit de Syrisch-Fenicische, Griekse, Romeinse en Arabische periode.